# Norbert Rehlis
Norbert Rehlis (ur. 23 lutego 1971) –  dr n. med., specjalista chorób wewnętrznych, specjalista medycyny transportu i zdrowia międzynarodowego (TropEdEurop Master of Advanced Studies in International Health).  Absolwent Uniwersytetu Medycznego im.Karola Marcinkowskiego w Poznaniu oraz Instytutu Medycyny Tropikalnej i Zdrowia Publicznego Uniwersytetu w Bazylei. Członek Królewskiego Towarzystwa Medycyny Tropikalnej i Higieny w Londynie. Pracownik Światowej Organizacji Zdrowia w latach 2006-2015. Współzałożyciel Fundacji Pomocy Humanitarnej Redemptoris Missio.

## Odznaczenia
- Złoty Krzyż Zasługi. Odznaczenie nadane 4 kwietnia 2019 r. przez Prezydenta Andrzeja Dudę.

## Publikacje
1. Podróżuj bezpiecznie : poradnik dla podróżujących po świecie. Poznań,Diagnostics Poland, 2001.
2. Analiza wybranych elementów badania przedmiotowego i podmiotowego u chorych na zimnicę w Papua Nowa Gwinea. N. Rehlis, M. Kurczewska, Wiadomości Parazytologiczne. 2001, z. 3, s. 371-376.
3. A rapid diagnostic test with HRP-2 antigen as a tool for improving the efficacy of malaria diagnosis within the WHO Integrated Management of Childhood Illness Strategy in area of high/moderate risk of malaria transmission in Papua New Guinea. eBook, 2003.
4. Praca lekarska dr Wandy Błeńskiej jako przykład holistycznego podejścia do pacjenta,Annales Missiologicae Posnanienses. T. 20 (2015), s. 45-52.
5. Fundacja pomocy humanitarnej "Redemptoris Missio" (Medicus Mundi Poland) 1992-2004 : kalendarium działalności. A. Andrzejak; M. Cofta; Z. S Pawłowski; N. Rehlis, Annales Missiologicae Posnanienses. T. 14 (2004), s. 199-225.
6. Interpretacja testów immunochromatograficznych z antygenem HRP-2 u dzieci do lat 5 w rejonie o wysokim ryzyku transmisji zimnicy w Papua Nowej Gwinei. N. Rehlis; P. Javor, Wiadomości Parazytologiczne. T. 50, z. 2 (2004), s. 201-208.
7. Value of ultrasonography (USG) in appraisal of deep cervical lymph nodes in patients with various stages of nyphonodular toxoplasmosis, W. Kocięcka; M. Kordylewska; N. Rehlis; B. Mrozewicz, Acta Parasitologica. 1997, nr 4, s. 234-240.
8. Tropikalne muszyce skóry u pacjentów powracających z krajów o odmiennych warunkach klimatycznych : opisy przypadków; A.Waśniowski;N. Rehlis, Postępy Dermatologii i Alergologii. T. 23, z. 3 (2006), s. 116-123.

Źródło: 